# Keith and The Girl
Keith and The Girl (w skrócie KATG) – popularny amerykański podcast komediowy, nadawany od 7 marca 2005. Jego gospodarzami są artysta komediowy Keith Malley i piosenkarka Chemda Khalili, niezamężna para żyjąca w Queens w Nowym Jorku. Podczas programu, który zazwyczaj trwa ponad godzinę, jego autorzy w sposób swobodny i humorystyczny rozmawiają o swoim życiu i bieżących wydarzeniach. Jak to opisali: „Keith i jego dziewczyna pieprzą głupoty”.
Keith and The Girl znajduje się na pierwszym miejscu rankingu podcastów Podcast Alley - od pięciu lat osiągają miejsce w pierwszej piątce. Popularność podcastu dochodziła czasami do 5.000 odwiedzin dziennie. Jego autorzy otrzymali ostatnio nagrodę dla najlepszego Podcastu w kategorii Mature Comedy Category, jak również Nagrodę Publiczności dla najlepszego podcasta roku.
Keith i Chemda stwierdzili kiedyś, ich celem jest aby Keith and The Girl stał się ich głównym źródłem dochodów. Obecnie Chemda pracuje również jako animatorka przyjęć dla dzieci (kiedyś zajmował się tym również Keith). 
Keith i Chemda pracują aktualnie nad książką traktującą o związkach, opartą na doświadczeniach ze swojego podcastu.

## Nagrody
- Podcast Awards 2007 – Nagroda Publiczności (Zwycięzca)
- Podcast Awards 2007 – Najlepszy Podcast dla Dorosłych (Zwycięzca)
- Svenska Podradiopriset 2007 - Bästa Utländska Kanal (Zwycięzca)
- Blogger's Choice Awards 2007 – Najlepszy Podcast
- Podcast Awards 2006 – Najlepszy Podcast dla Dorosłych (Nominacja)
- Podcast Awards 2005 - Najlepszy Podcast dla Dorosłych (Nominacja)